# Феннек
«Феннек» (нидерл. / нем. Fennek — «фенек») — современный лёгкий разведывательный бронеавтомобиль, совместная разработка Германии и Нидерландов. 

## История
Создан германской фирмой Krauss-Maffei Wegmann и нидерландскими SP Aerospace и Vehicle Systems BV. Первый прототип «Феннека» был завершён в 2000 году, а с 2001 года началось его серийное производство. Первый образец был принят на вооружение Нидерландами в июле 2003 и в Германии в декабре 2006. 

## Поставки
Общий заказ на бронеавтомобили составил 612 машин, в том числе 410 для Королевской нидерландской армии и 202 для германской армии, в нескольких вариантах, включая носители ПТУР. Поставки завершились в 2008 году, впоследствии заменив БТРы M113 в Голландской армии и Лукс в немецкой. В 2007 году Германией была заказана дополнительная партия из 10 машин с поставкой к 2009 году. 

## Применение
«Феннек» выполняет роль одного из основных бронированных разведывательных средств в германской армии и основного — в нидерландской армии, обе страны также использовали бронеавтомобили этого типа в боевых действиях в Афганистане.
Ряд машин разведки может действовать за линией фронта в автономном режиме до пяти дней.

## Вооружение
Вооружение «Феннека» типичное для машин такого рода. Стандартным оружием является один 12,7-мм пулемёт Browning M2 в голландской армии и 7,62-мм Rheinmetall MG-3 в немецкой. На машину также может устанавливаться 40-мм автоматический гранатомёт HK GMG.
«Феннек» также оснащается оптикоэлектронной системой наблюдения и БПЛА Aladin.

## На вооружении
- Германия — 220 Fennek по состоянию на 2024 год[3].
- Нидерланды — 343 единиц Fennek (включая 47 OP, 4 CP, 10 тренировочных экземпляров и 18 машин ПВО с установленными FIM-92 Stinger) по состоянию на 2024 год[4].

## Галерея

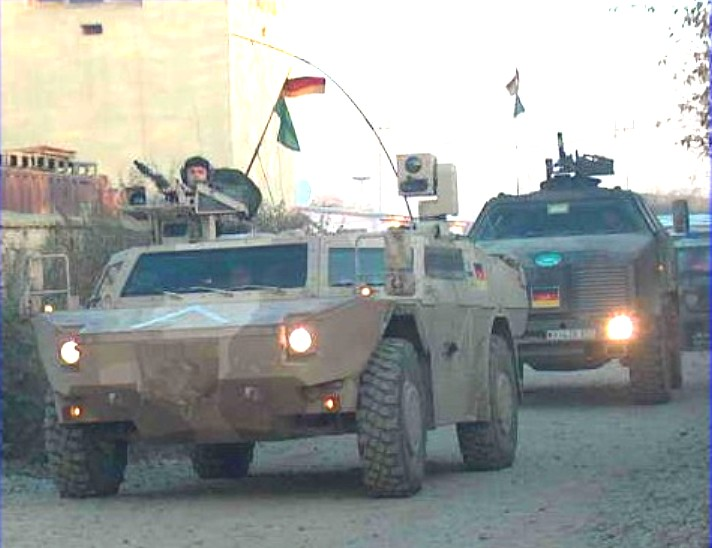
Феннек в Бундесвере (Афганистан)
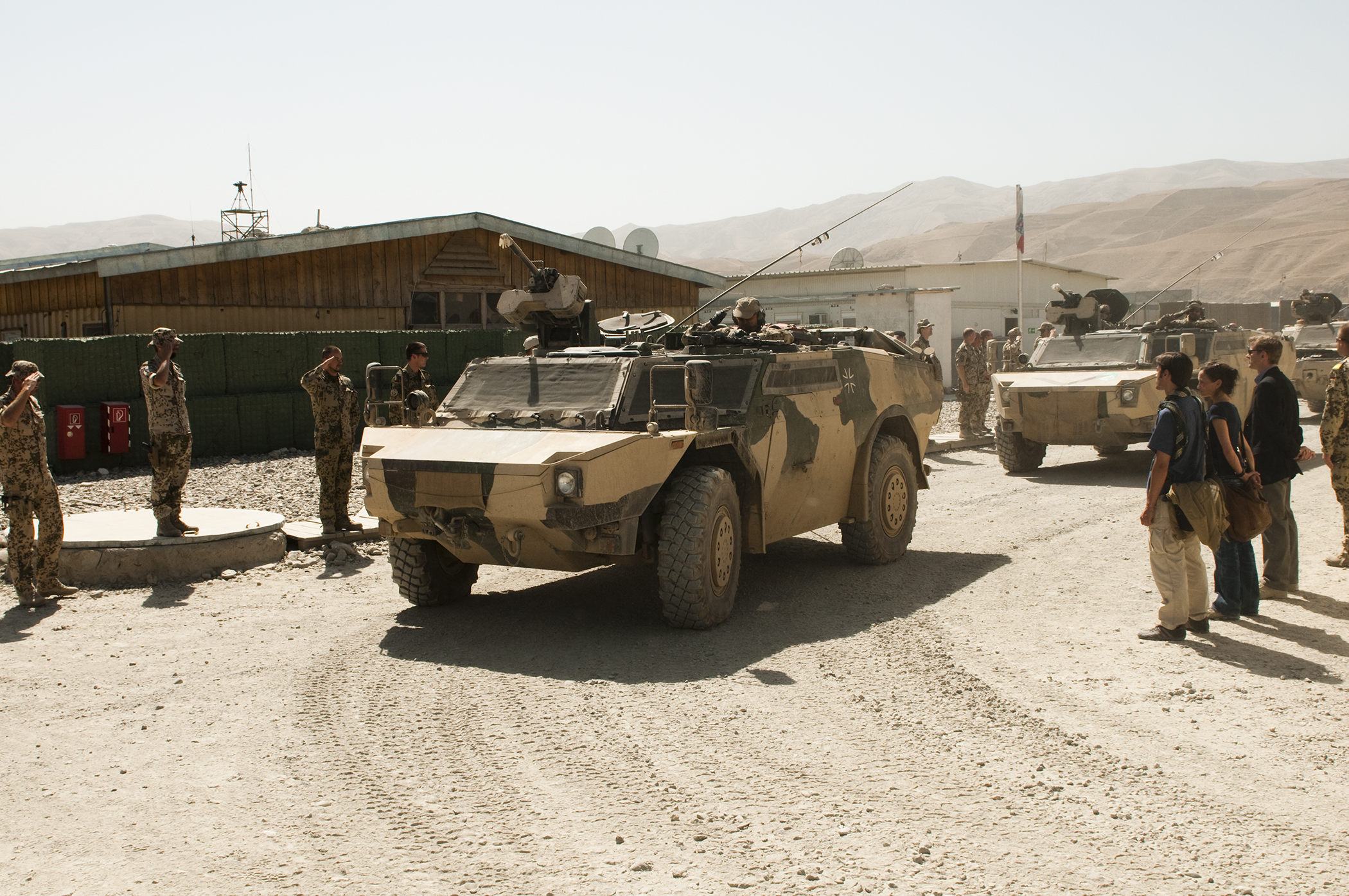
Феннек в Афганистане
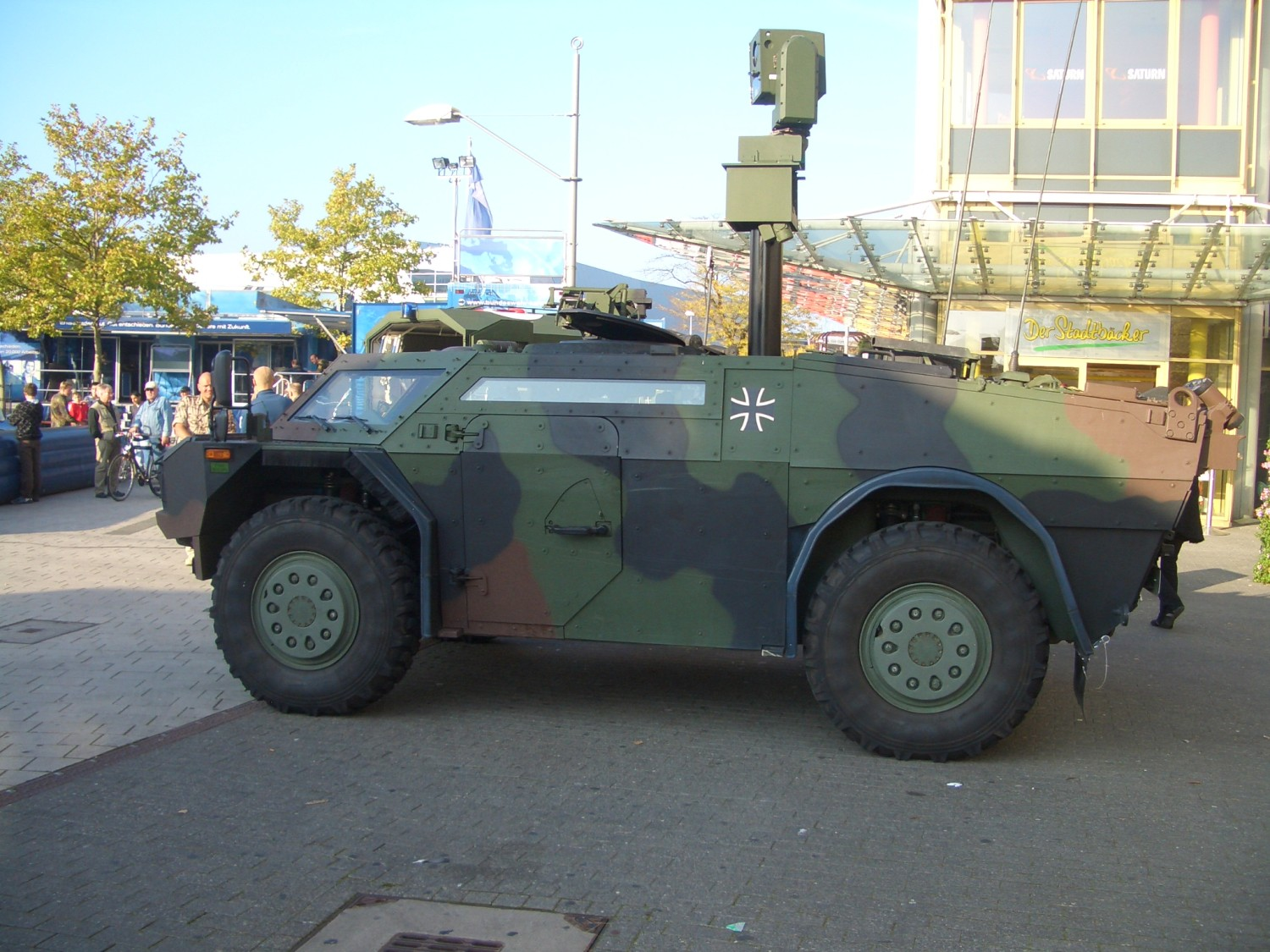
Феннек
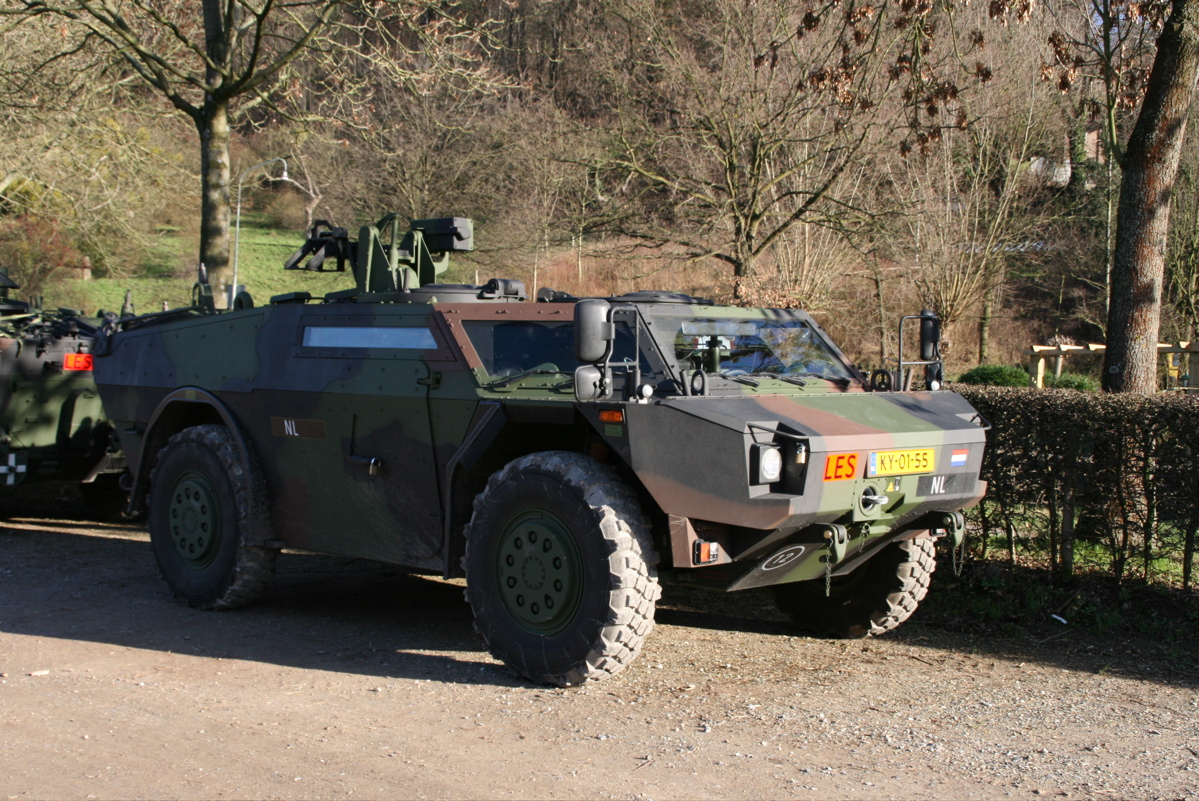
Феннек в Королевской армии Нидерландов
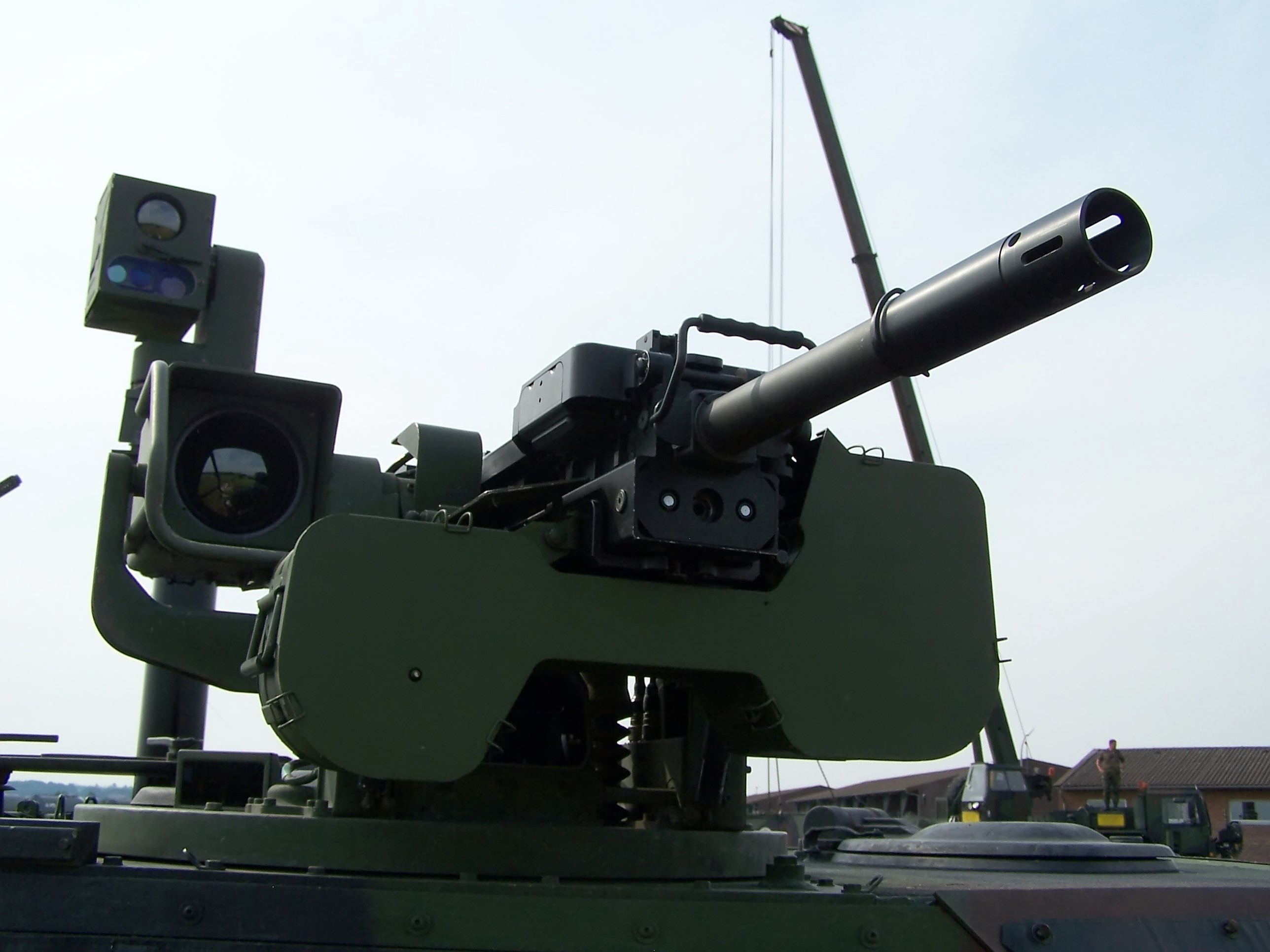
Гранатомет HK GMG на борту Феннек
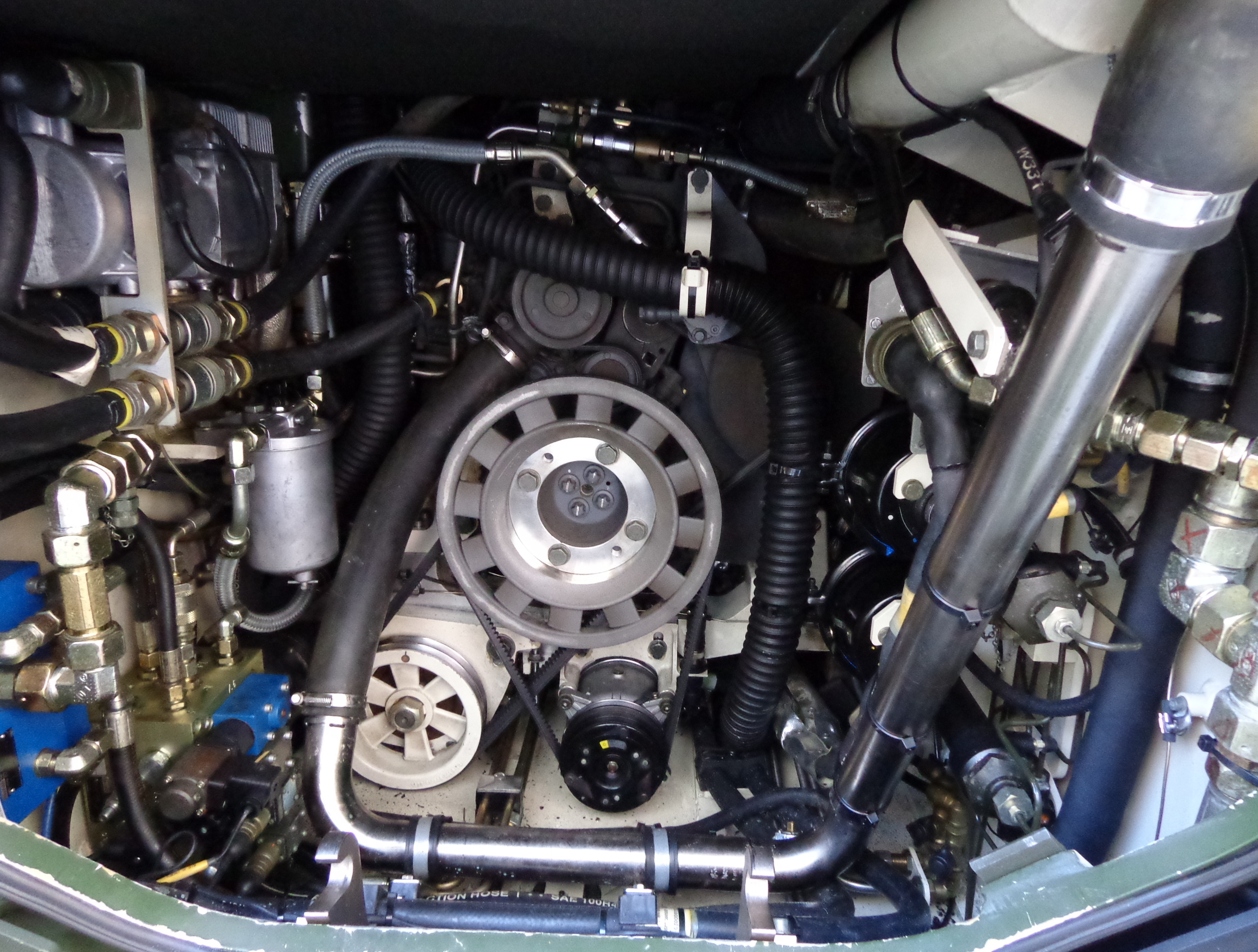
Двигатель Феннек
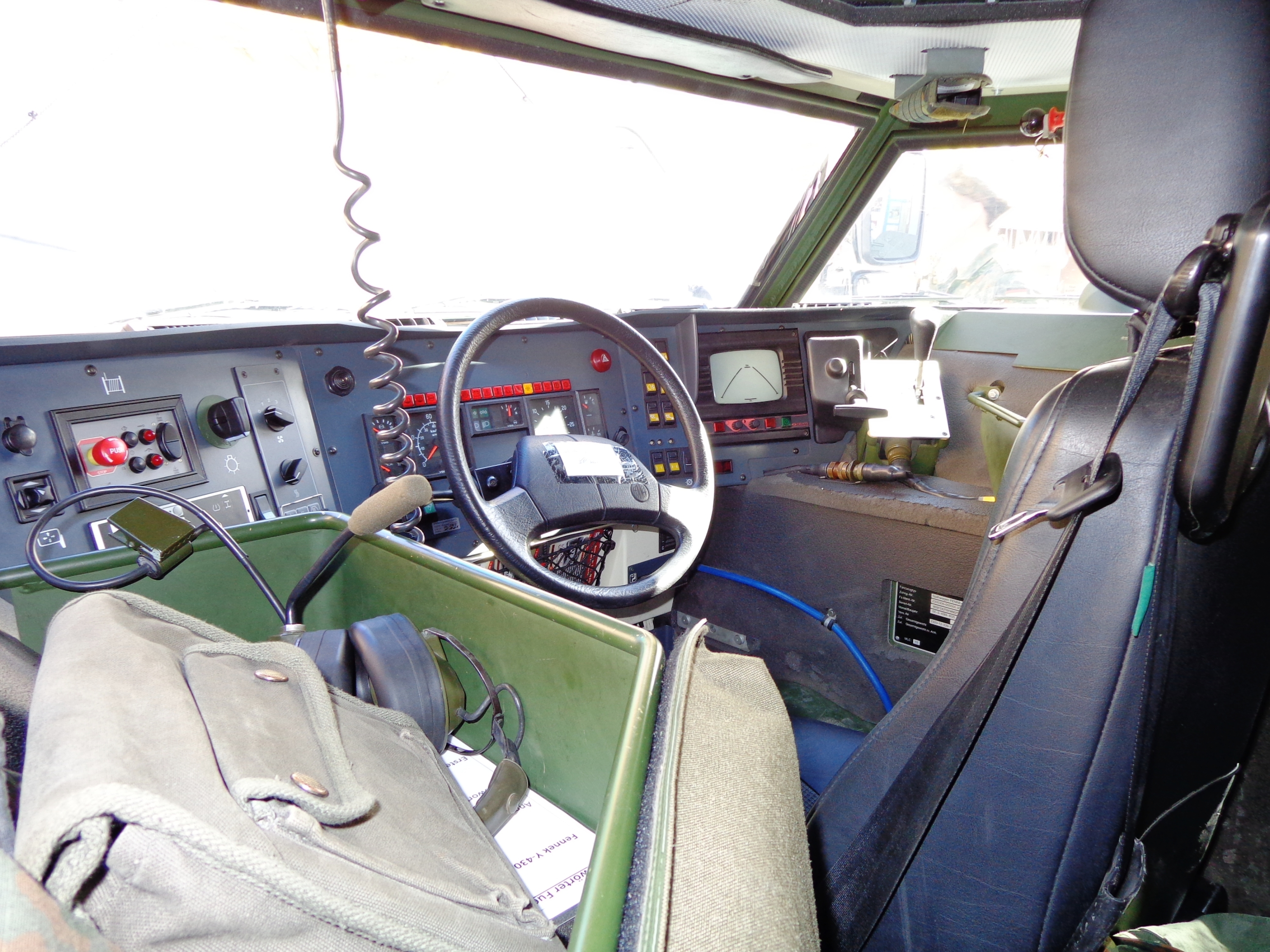
Кабина водителя Феннек
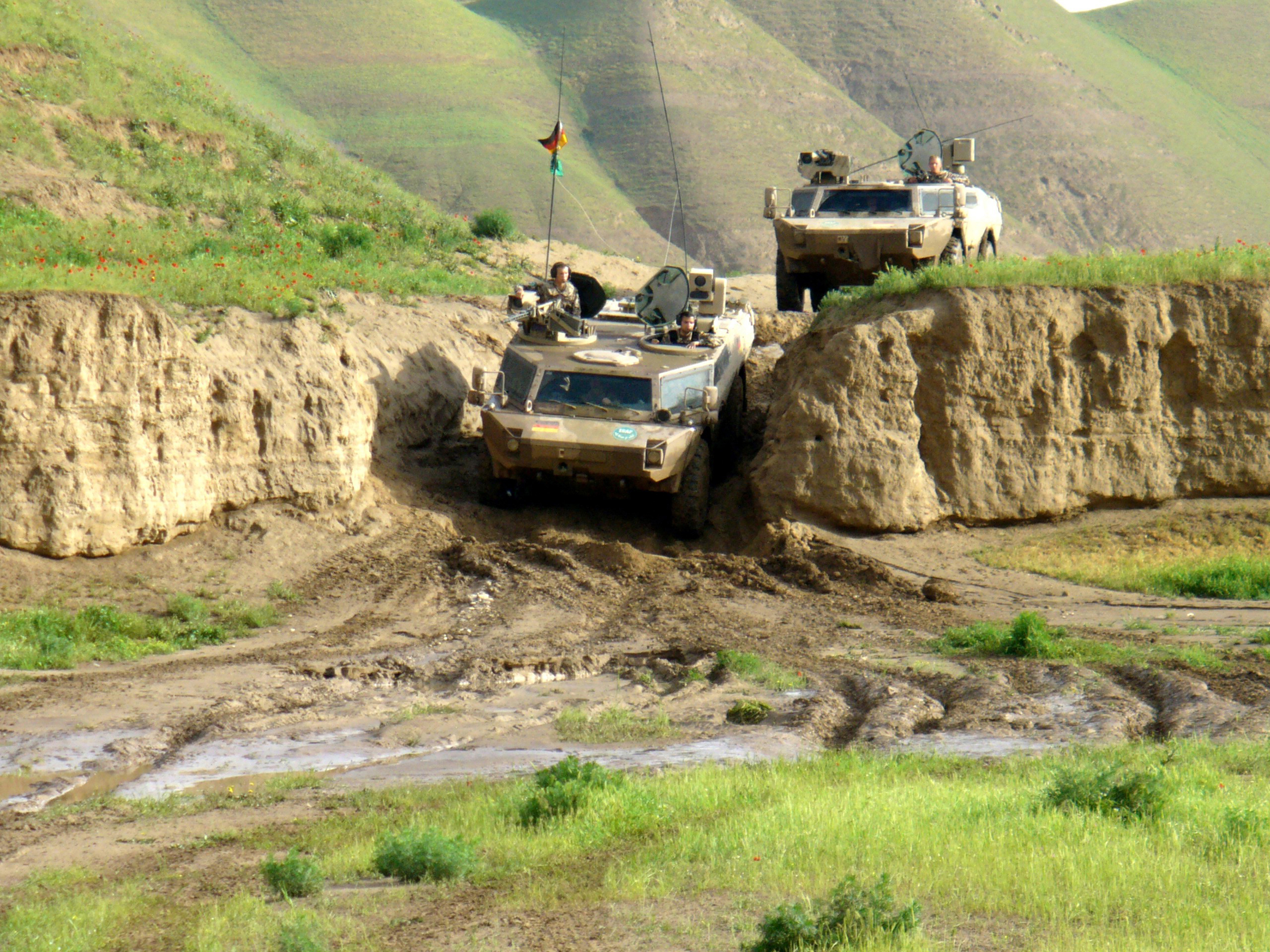
Феннек в Афганистане
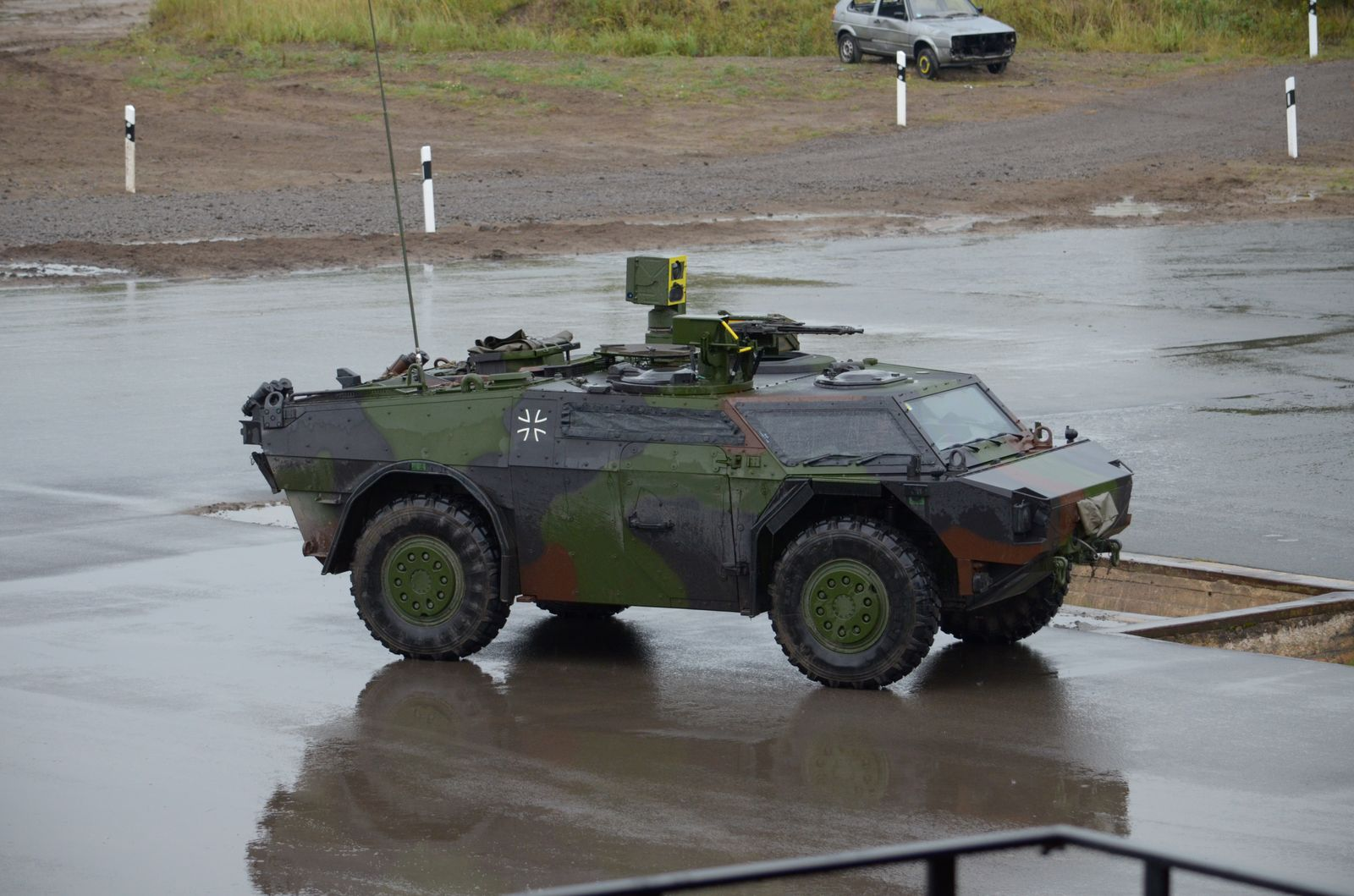
Феннек (24.09.2012)
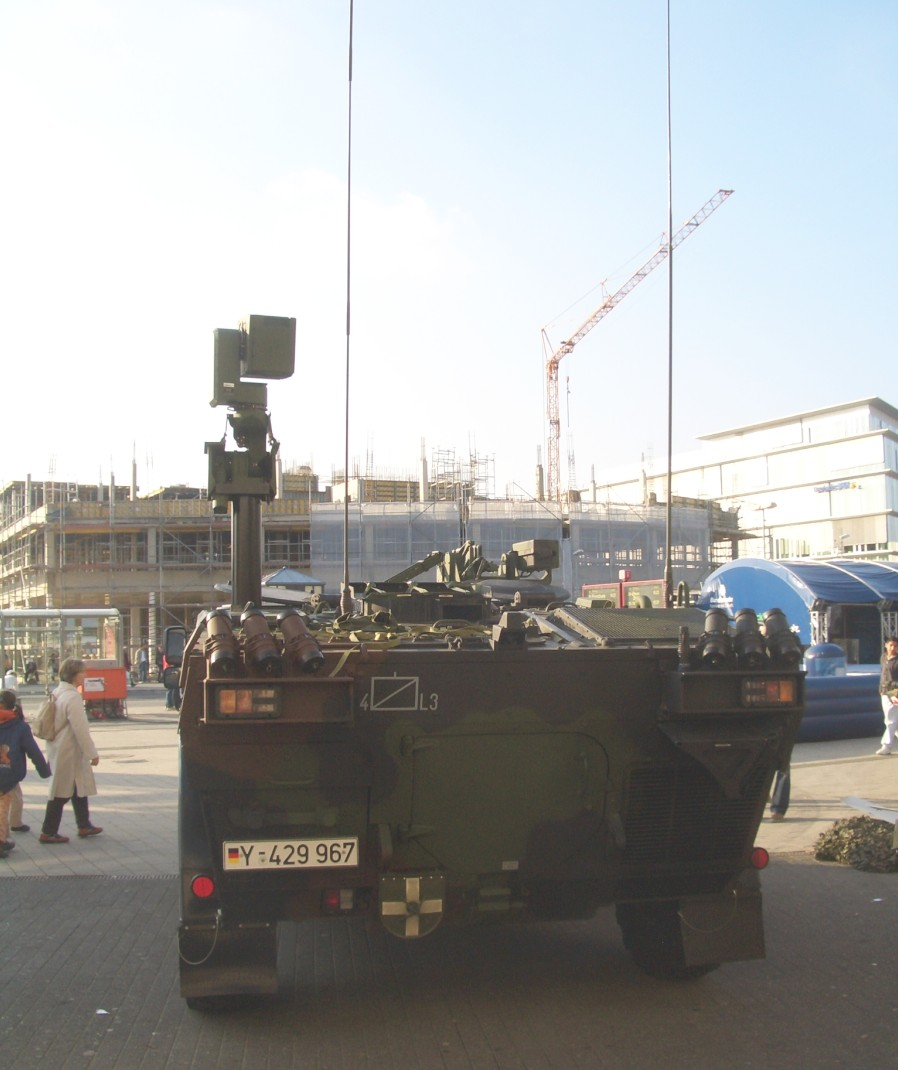
Феннек
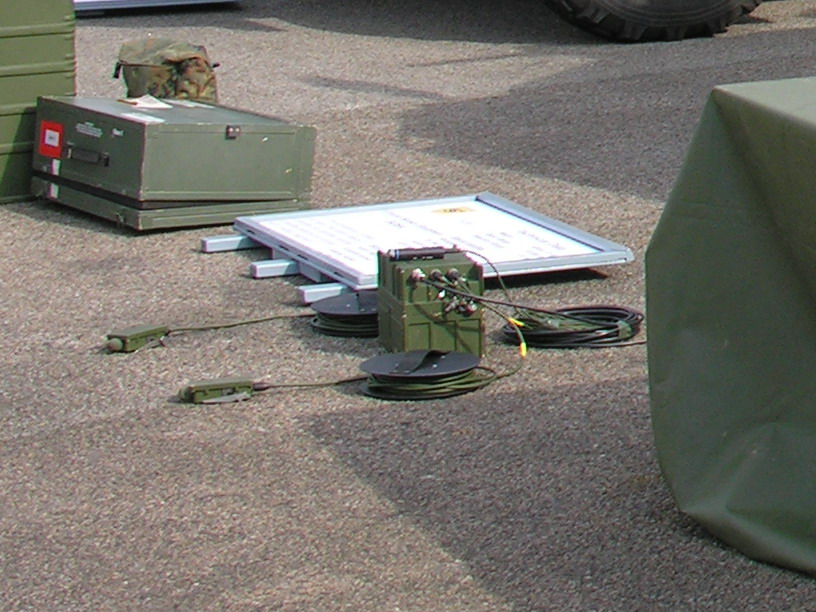
Комплект наземных сенсоров BOSA (в центре)
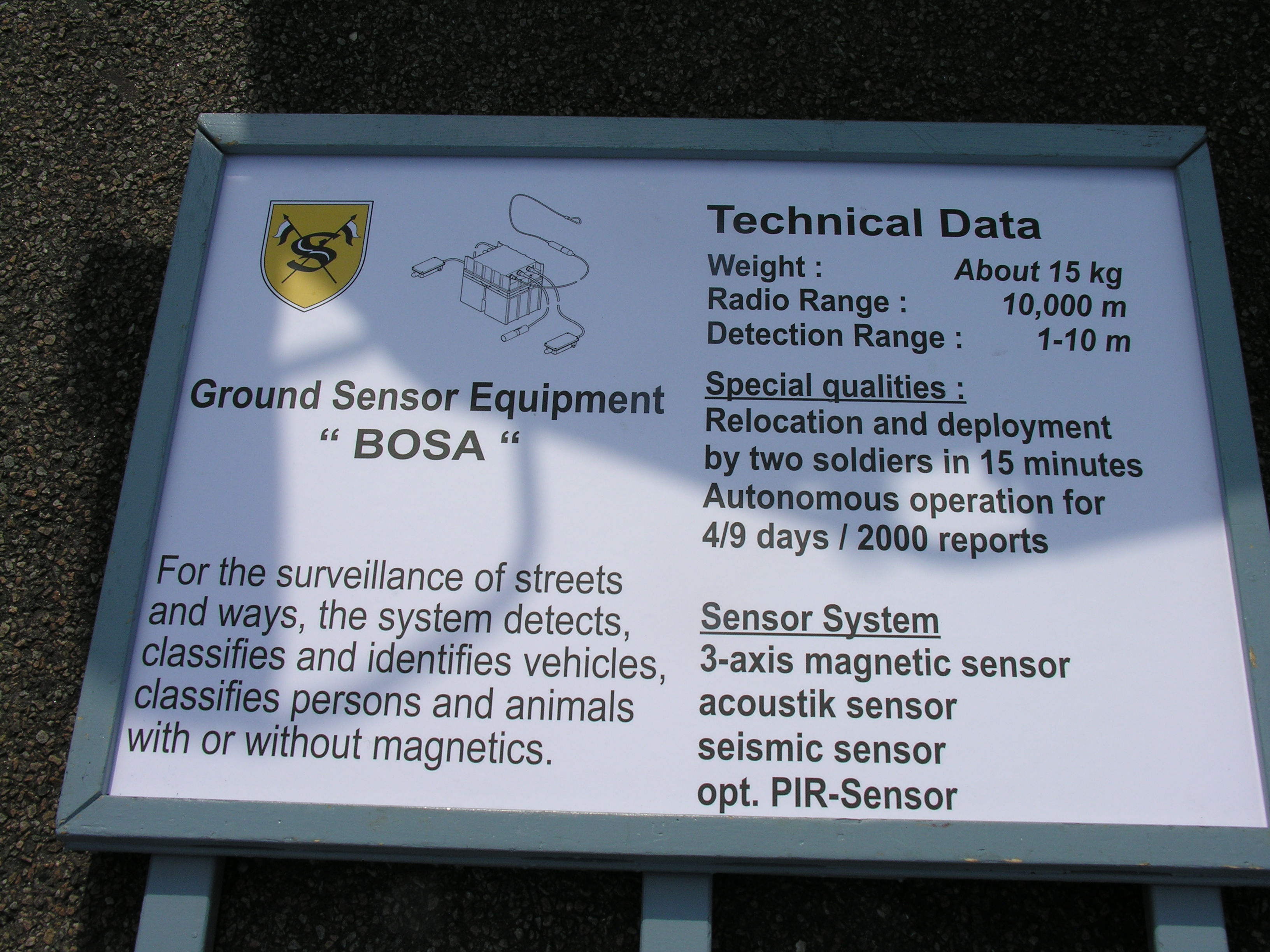
Характеристики BOSA на выставке TechDemo'08
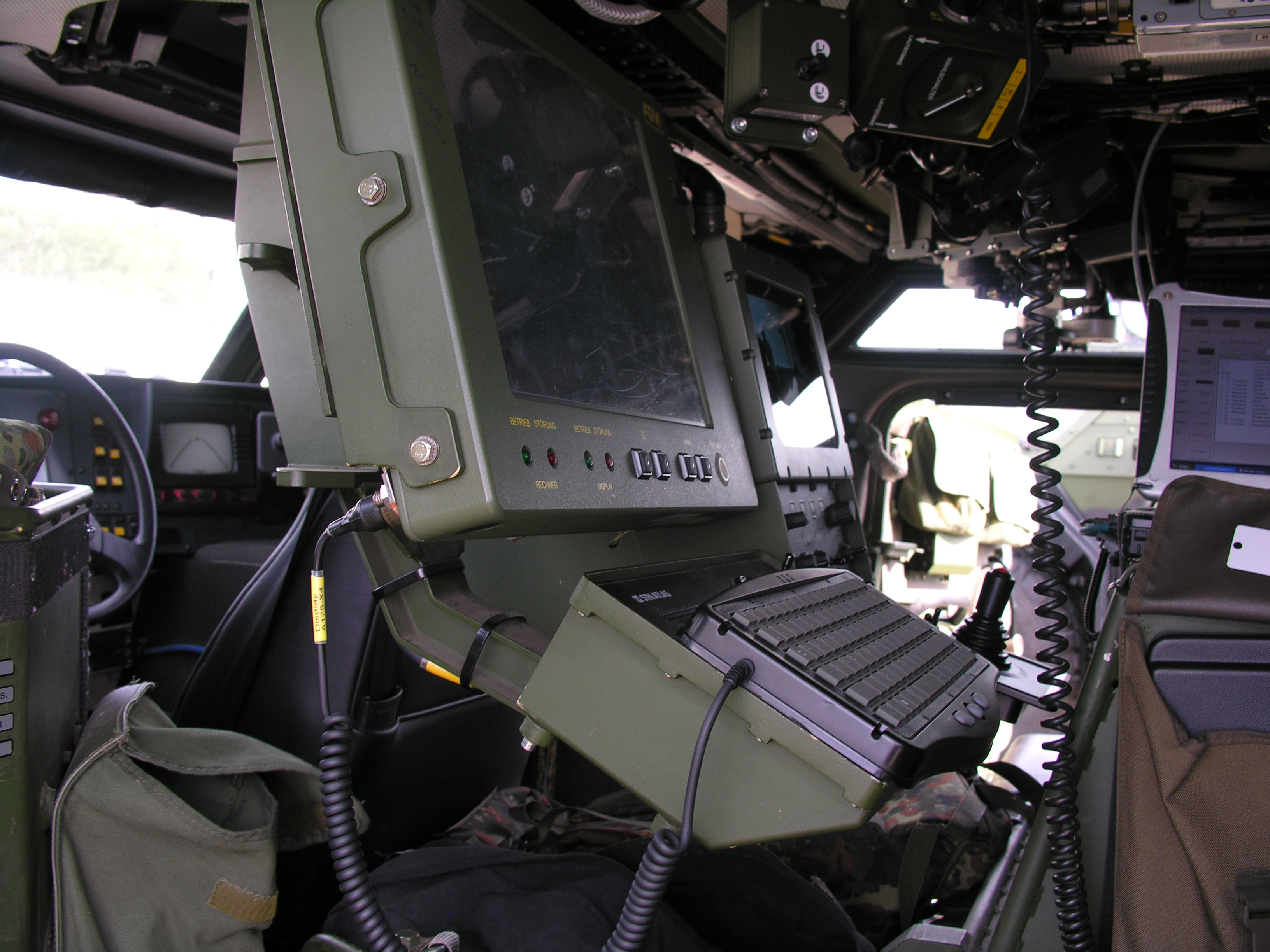
Рабочее место оператора Феннек
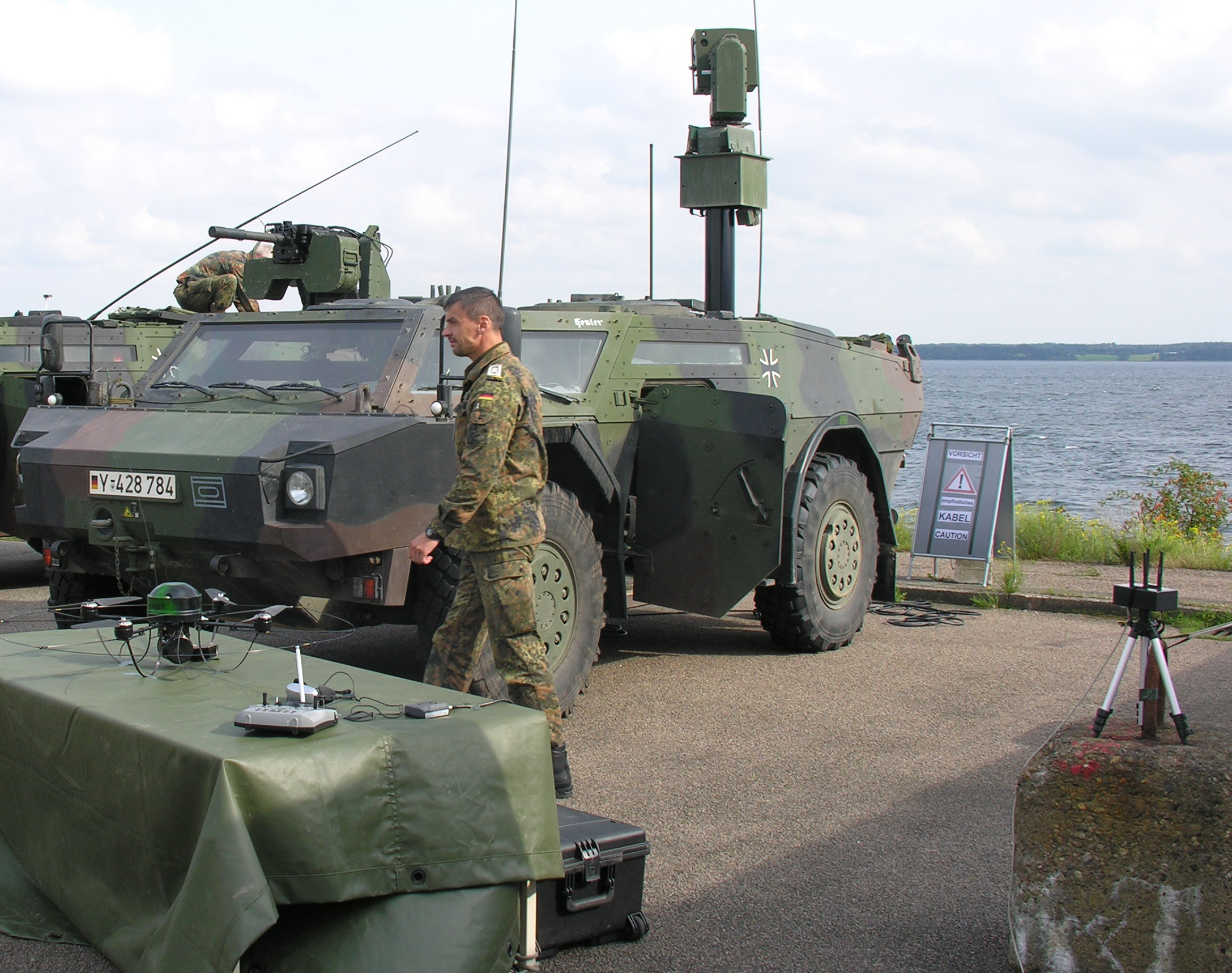
AirRobot AR 100-B как элемент комплектации Феннек (TechDemo'08)